# Pawłowice
Pawłowice (deutsch Pawelwitz [bis 1937], Wendelborn [1937 bis 1945]) ist ein Ort und Sitz einer Landgemeinde im Süden Polens. Er gehört zum Powiat Pszczyński der Woiwodschaft Schlesien.

## Geografie
Pawelwitz liegt 15 Kilometer von der Kreisstadt Pszczyna (Pless) entfernt und etwa 35 Kilometer südlich von Katowice im oberschlesischen Hügelland zwischen 235 und 285 m ü. M. Pawłowice ist ein Steinkohlenort (Steinkohlegrube in Pniówek) und mit mehr als 10.000 Einwohnern eines der bevölkerungsstärksten Dörfer Polens. Nachbargemeinden sind Jastrzębie-Zdrój, Pszczyna, Strumień, Suszec, Zebrzydowice und Żory.

## Geschichte

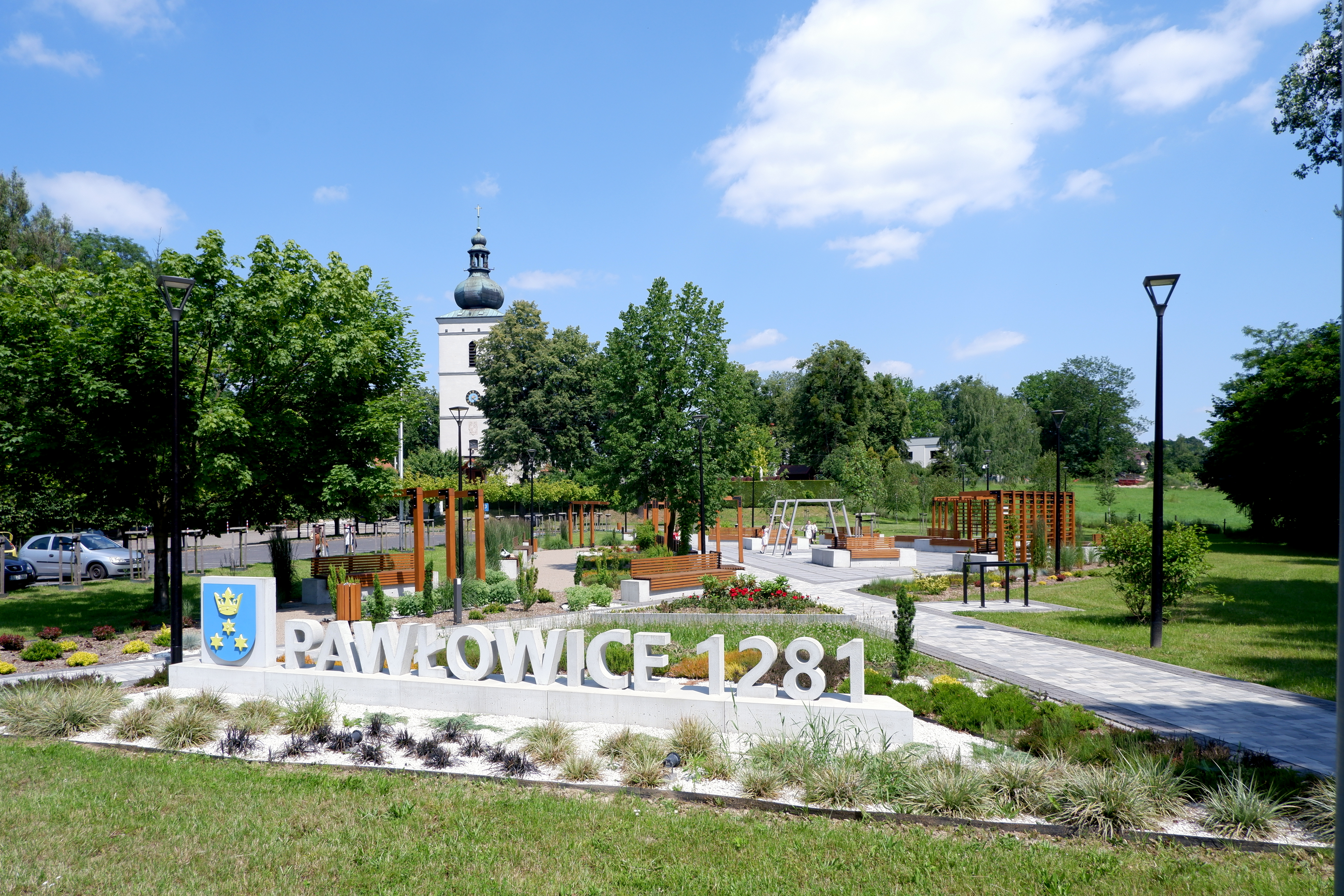
Das Dorfzentrum mit einer Inschrift, die an die erste Erwähnung des Ortes erinnert

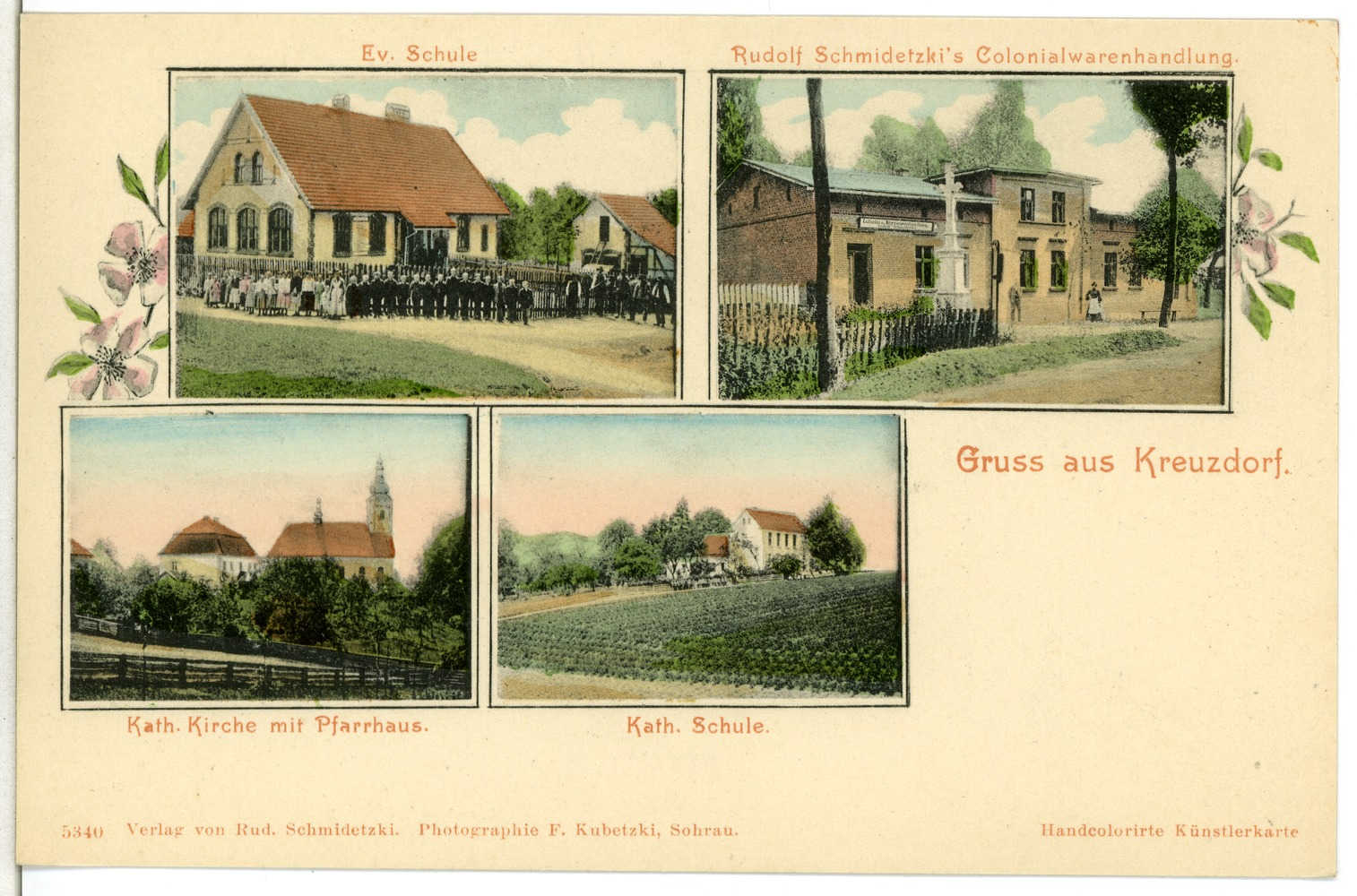
Kreuzdorf – Schulen, Kirche und Pfarrhaus, Colonialwarenhandlung (1904)

Der Ort wurde im 13. Jahrhundert gegründet, die erste urkundliche Erwähnung eines Dorfes „Pawlowicz“ datiert 1281. Der Name ist patronymisch abgeleitet vom Personennamen Paweł (Paul) mit typischem slawischen Suffix -(ow)ice. 1293 wird der Ort Kirchgemeinde des Bistums Breslau, dessen gotische Steinkirche aus dem Jahr 1586 stammt. Von der Deutschen Ostsiedlung bis ins 15. Jahrhundert war die Gegend um Pleß teilweise von deutscher Bevölkerung bewohnt. Bis zum 16. Jahrhundert wurden sie mehrheitlich polonisiert.
1910 war die Landbevölkerung der umliegenden Dörfer von Pless größtenteils polnischsprachig, bzw. gebrauchte den oberschlesischen Dialekt (Wasserpolnisch). Das zeigte sich auch in der Volksabstimmung in Oberschlesien über die künftige Zugehörigkeit Oberschlesiens vom Jahre 1921, in der 74 % der Bewohner des Kreises für Polen votierten, während in Pawłowice 437 oder 70 % der gültigen Stimmen (622) für Polen abgegeben wurden.
Der Ort gehörte bis 1922 zum Fürstentum Pleß bzw. zu Preußen. Nach der polnischen Annexion Ost-Oberschlesiens 1922 sowie seit 1945 gehört Pawłowice zu Polen. Zwischen 1975 und 1998 gehörte der Ort administrativ zur Woiwodschaft Katowice.

## Gemeinde
Dazu gehören neben dem Hauptort Pawłowice folgende Orte mit Schulzenämtern:
- Golasowice (Gollasowitz)
- Jarząbkowice (Jarzombkowitz)
- Krzyżowice (Kreutzdorf)
- Pielgrzymowice (Pilgramsdorf)
- Pniówek (Pniowek)
- Warszowice (Warschowitz)

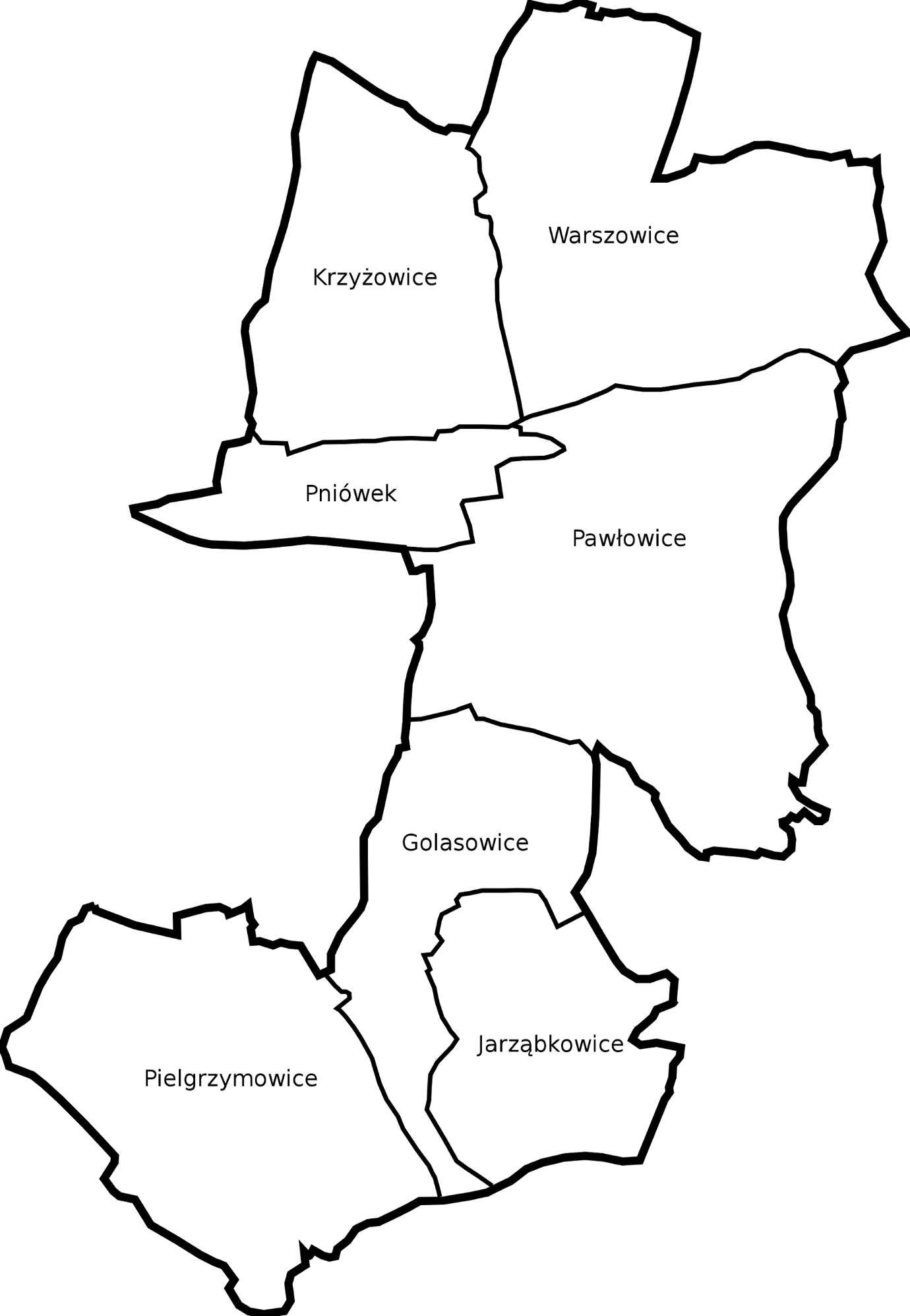
Dörfer der Gemeinde

### Infrastruktur und Kultur
- Gemeindeverwaltung

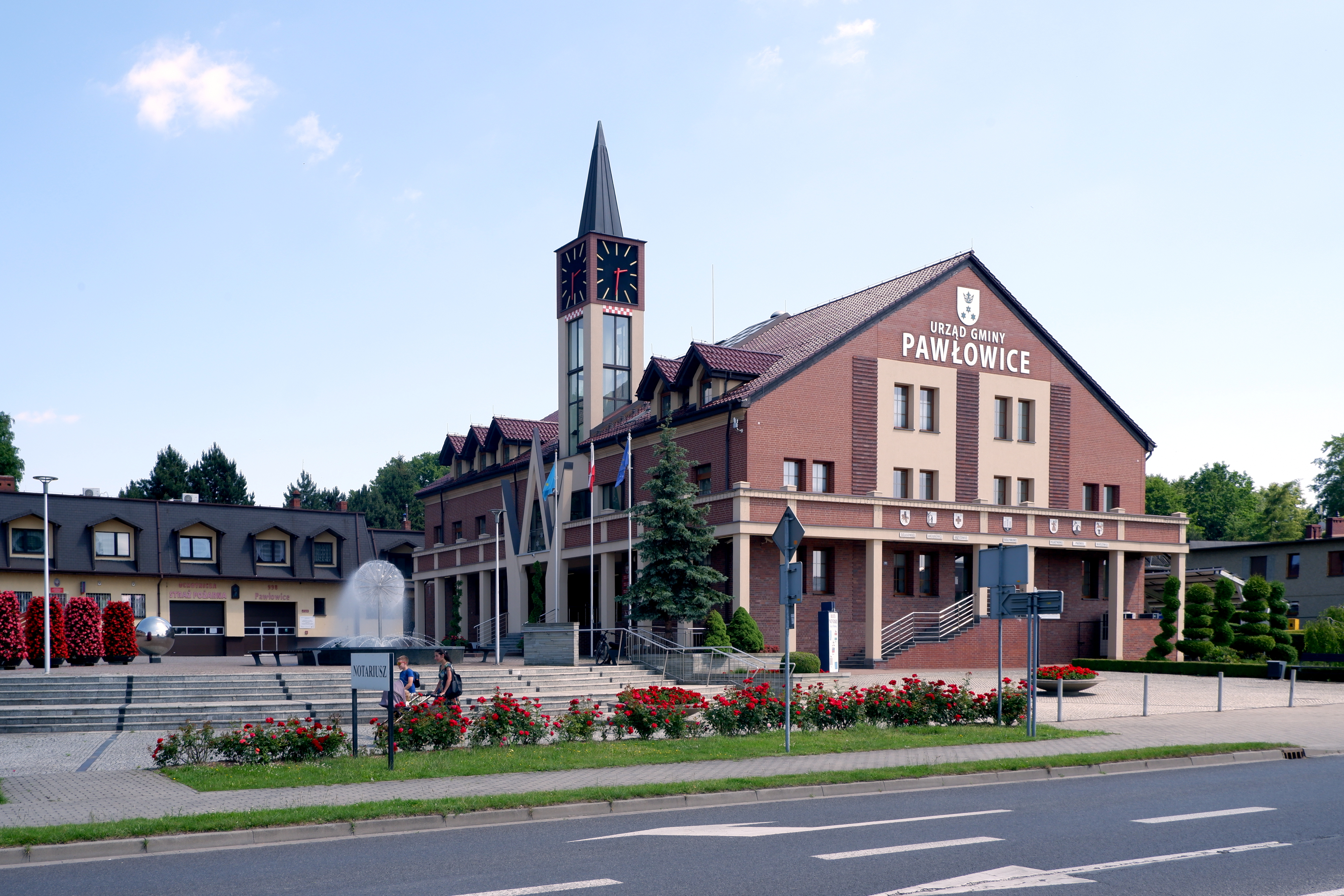
Gemeindeverwaltung

- Gemeindesportzentrum (Schwimmbad, Sporthalle etc.)
- Postamt und -filiale
- Gemeindebibliothek
- Grundschule und Gymnasium
- Ambulatorium
- Katholische Pfarrgemeinde
- Königreichssaal der Zeugen Jehovas
- Sportklub GKS Pniówek Pawłowice, 3. Liga (Region Schlesien-Oppeln)

## Partnerstädte
Pawłowice hat Städtepartnerschaften mit:
- Verquin, Frankreich
- Perkupa, Ungarn
- Teplička nad Váhom, Slowakei

## Persönlichkeiten
- Paul Brandys (1869–1950), polnischer Priester und Parlamentsabgeordneter
- Johann Christian Kamsetzer (1753–1795), deutsch-polnischer Architekt und Innendekorateur des Klassizismus
- Günther Pawelke (1900–1976), deutscher Diplomat
- Ferdinand von Reitzenstein (1838–1905), Rittergutsbesitzer und Mitglied des Deutschen Reichstags